# Zaporizjstal
PJSC Zaporizjstal (ukrainska: Запоріжсталь) är en ukrainsk ståltillverkare baserad i Zaporizjzja och ursprungligen grundad 1933. Sedan 2013 ägs den av stål- och gruvkoncernen Metinvest. Zaporizjstal tillverkar bland annat kallvalsad plåt, som används i biltillverkning. Det är det största fungerande stålverket i Ukraina.